# Schwarz-Weiß Erfurt Volley-Team 2021-2022
Questa voce raccoglie le informazioni riguardanti lo Schwarz-Weiß Erfurt Volley-Team nelle competizioni ufficiali della stagione 2021-2022.

## Stagione
Lo Schwarz-Weiß Erfurt Volley-Team partecipa alla stagione 2021-22 senza alcuna denominazione sponsorizzata.
Partecipa alla 1. Bundesliga, classificandosi al decimo posto in regular season, senza quindi qualificarsi ai play-off scudetto. In Coppa di Germania viene eliminato agli ottavi di finale dal Potsdam.

## Organigramma societario
Area direttiva
- Presidente: Michael Panse

Area tecnica
- Allenatore: Konstantin Bitter
- Allenatore in seconda: Thrasyvoulos Eustathopoulos
- Scoutman: Lenka Dürr

Area sanitaria
- Medico: Michael Müller
- Fisioterapista: Elena Messer, Fabian Striehn, Axel Ullmann

## Rosa
| N° | Nome                | Ruolo | Data di nascita  | Nazionalità sportiva |
| -- | ------------------- | ----- | ---------------- | -------------------- |
| 1  | Elizabeth Sandbothe | C     | 17 marzo 1998    | Stati Uniti          |
| 2  | Michelle Petter     | L     | 4 febbraio 1997  | Germania             |
| 3  | Jazmine White       | C     | 14 dicembre 1993 | Canada               |
| 4  | Paula Reinisch      | S     | 7 ottobre 1998   | Germania             |
| 5  | Corina Glaab        | P     | 25 maggio 2000   | Germania             |
| 6  | Antonia Stautz      | S     | 15 dicembre 1993 | Germania             |
| 7  | Franca Merte        | C     | 14 giugno 2004   | Germania             |
| 8  | Sindy Lenz          | S     | 3 ottobre 1998   | Germania             |
| 9  | Rachael Fara        | C     | 11 maggio 1997   | Stati Uniti          |
| 10 | Lena Liegert        | C     | 21 febbraio 2002 | Germania             |
| 11 | Hillary Hurley      | S     | 7 novembre 1989  | Stati Uniti          |
| 12 | Kennedy Redding     | C     | 4 aprile 1998    | Stati Uniti          |
| 13 | Margaret Speaks     | P     | 11 ottobre 1994  | Stati Uniti          |
| 14 | Rica Maase          | O     | 22 novembre 1999 | Germania             |
| 15 | Mia Kettner         | L     | 15 dicembre 2004 | Germania             |
| 16 | Hanna Hellvig       | O     | 3 febbraio 2000  | Svezia               |

## Statistiche

### Statistiche di squadra
| Competizione      | Punti | In casa | In casa | In casa | In trasferta | In trasferta | In trasferta | Totale | Totale | Totale |
| Competizione      | Punti | G       | V       | P       | G            | V            | P            | G      | V      | P      |
| ----------------- | ----- | ------- | ------- | ------- | ------------ | ------------ | ------------ | ------ | ------ | ------ |
| 1. Bundesliga     | 22    | 11      | 5       | 6       | 11           | 2            | 9            | 22     | 7      | 15     |
| Coppa di Germania | -     | 0       | 0       | 0       | 1            | 0            | 1            | 1      | 0      | 1      |
| Totale            | -     | 11      | 5       | 6       | 12           | 2            | 10           | 23     | 7      | 16     |

G = partite giocate; V = partite vinte; P = partite perse

### Statistiche dei giocatori
| Giocatrice   | 1. Bundesliga | 1. Bundesliga | 1. Bundesliga | 1. Bundesliga | 1. Bundesliga | Coppa di Germania | Coppa di Germania | Coppa di Germania | Coppa di Germania | Coppa di Germania | Totale | Totale | Totale | Totale | Totale |
| Giocatrice   | P             | PT            | AV            | MV            | BV            | P                 | PT                | AV                | MV                | BV                | P      | PT     | AV     | MV     | BV     |
| ------------ | ------------- | ------------- | ------------- | ------------- | ------------- | ----------------- | ----------------- | ----------------- | ----------------- | ----------------- | ------ | ------ | ------ | ------ | ------ |
| R. Fara      | 1             | 2             | 2             | 0             | 0             | -                 | -                 | -                 | -                 | -                 | 1      | 2      | 2      | 0      | 0      |
| C. Glaab     | 21            | 22            | 4             | 8             | 10            | 1                 | 0                 | 0                 | 0                 | 0                 | 22     | 22     | 4      | 8      | 10     |
| H. Hellvig   | 21            | 192           | 158           | 14            | 20            | 0                 | 0                 | 0                 | 0                 | 0                 | 21     | 192    | 158    | 14     | 20     |
| H. Hurley    | 22            | 137           | 121           | 12            | 4             | 1                 | 5                 | 4                 | 0                 | 1                 | 23     | 142    | 125    | 12     | 5      |
| M. Kettner   | 1             | 0             | 0             | 0             | 0             | -                 | -                 | -                 | -                 | -                 | 1      | 0      | 0      | 0      | 0      |
| S. Lenz      | 21            | 29            | 22            | 3             | 4             | 1                 | 12                | 10                | 1                 | 1                 | 22     | 41     | 32     | 4      | 5      |
| L. Liegert   | 9             | 29            | 10            | 14            | 5             | 1                 | 2                 | 1                 | 0                 | 1                 | 10     | 31     | 11     | 14     | 6      |
| R. Maase     | 22            | 270           | 230           | 20            | 20            | 1                 | 20                | 17                | 2                 | 1                 | 23     | 290    | 247    | 22     | 21     |
| F. Merte     | 1             | 0             | 0             | 0             | 0             | 0                 | 0                 | 0                 | 0                 | 0                 | 1      | 0      | 0      | 0      | 0      |
| M. Petter    | 21            | 0             | 0             | 0             | 0             | 1                 | 0                 | 0                 | 0                 | 0                 | 22     | 0      | 0      | 0      | 0      |
| K. Redding   | 10            | 80            | 47            | 19            | 14            | -                 | -                 | -                 | -                 | -                 | 10     | 80     | 47     | 19     | 14     |
| P. Reinisch  | 8             | 1             | 1             | 0             | 0             | 1                 | 0                 | 0                 | 0                 | 0                 | 9      | 1      | 1      | 0      | 0      |
| E. Sandbothe | 3             | 22            | 9             | 12            | 1             | -                 | -                 | -                 | -                 | -                 | 3      | 22     | 9      | 12     | 1      |
| M. Speaks    | 21            | 40            | 21            | 19            | 0             | 1                 | 7                 | 3                 | 3                 | 1                 | 22     | 47     | 24     | 22     | 1      |
| A. Stautz    | 22            | 233           | 188           | 25            | 20            | 0                 | 0                 | 0                 | 0                 | 0                 | 22     | 233    | 188    | 25     | 20     |
| J. White     | 22            | 213           | 143           | 59            | 11            | 1                 | 17                | 11                | 4                 | 2                 | 23     | 230    | 154    | 63     | 13     |

P = presenze; PT = punti totali; AV = attacchi vincenti; MV = muri vincenti; BV = battute vincenti